# محمد نجاة الله صديقي
البروفيسور محمد نجاة الله صديقي (بالأردية: محمّد نجات الله صدیقی) ـ (ولد بالهند سنة 1931) هو اقتصادي هندي، حصل على جائزة الملك فيصل العالمية في مجال الدراسات الإسلامية سنة 1402 هـ (1982 م).

## حياته وتدرجه الأكاديمي
ولد صديقي في مدينة كوراكبور بولاية أوتار براديش بالهند سنة 1931، ودرس في جامعة عليكرة الإسلامية حتى نال درجة الدكتوراه في الاقتصاد منها سنة 1966 م، ثم صار أستاذًا مشاركًا للاقتصاد وأستاذًا للدراسات الإسلامية بالجامعة ذاتها، ثم أستاذًا للاقتصاد بجامعة الملك عبد العزيز بجدة ومركز الاقتصاد الإسلامي بها. صار فيما بعد زميلًا بمركز دراسات الشرق الأدنى بجامعة كاليفورنيا في لوس أنجلوس، ثم باحثًا زائرًا بالمعهد الإسلامي للبحوث والتدريب التابع للبنك الإسلامي للتنمية بجدة.
تولى البروفيسور صديقي الإشراف على العديد من رسائل الدكتوراه في عدد من جامعات الهند والمملكة العربية السعودية ونيجيريا، ووضع معظم مؤلفاته المهمة عن المصرفية الإسلامية باللغة الإنجليزية.
يعمل صديقي الآن أستاذًا فخريًا بقسم الدراسات الإدارية بجامعة عليكرة الإسلامية بالهند منذ سنة 2010.

## من أعماله المنشورة

### تأليف
- نظرية الملكية في الإسلام (بالإنجليزية: Islam's View on Property)‏ سنة 1969.[2][4]
- المشروع الاقتصادي في الإسلام (بالإنجليزية: Economic Enterprise in Islam)‏ سنة 1972.[2][4]
- الفكر الاقتصادي الإسلامي (بالإنجليزية: Muslim Economic Thinking)‏ سنة 1981.[2][4]
- بنوك بلا فوائد (بالإنجليزية: Banking Without Interest)‏ سنة 1983.[2][4]
- التأمين في الاقتصاد الإسلامي (بالإنجليزية: Insurance in an Islamic Economy)‏ سنة 1985.[2][4]

وقد تُرجم العديد من أعماله إلى اللغات العربية والفارسية والتركية والإندونيسية والملايوية وغيرها.

### ترجمة
- ترجمة كتاب الخراج للإمام أبي يوسف (1966)

## عضويته في الجمعيات المتخصصة
في سنة 2001، اختير صدِّيقي رئيساً للجمعية العالمية للاقتصاد الإسلامي. وهو أيضًا رئيس أو عضـو في هيئات تحرير عدد من المجلات المتخصصة في الدراسات الإسلامية، وعضو في المجلس الاستشاري للمعهد الإسلامي للبحوث والتدريب التابع لبنك التنمية الإسلامي.

## التكريم والجوائز
- جائزة الملك فيصل العالمية في مجال الدراسات الإسلامية سنة 1402 هـ (1982 م).[2]
- جائزة شاه ولي الله (الهند، 2003) عن مساهماته في مجال الاقتصاد الإسلامي.[5]

## وصلات خارجية
- السيرة الذاتية للبروفيسور صديقي